# موش صحرایی ژاپنی کوچک
موش صحرایی ژاپنی کوچک (نام علمی: Apodemus argenteus) نام یک گونه از تیره موشان است.